# Златопільська гімназія (споруда)
Зла́топільська гімна́зія — пам'ятка архітектури та містобудування кінця XIX століття, розташована в місті Новомиргород Кіровоградської області.

## Історія
Історія гімназії починається 31 березня 1836 року, коли в містечку Златопіль Чигиринського повіту Київської губернії було засновано чотирикласне дворянське училище.
Родина Лопухіних, що володіла Златополем, звернулась до правління Університету Святого Володимира з пропозицією заснувати в місті дворянське училище. Акт урочистого відкриття училища був виданий 28 серпня 1836 року. Для цієї події у Златопіль прибув керівник Київського навчального округу Георг фон Брадке. Перші три класи училища повністю відповідали трьом нижчим гімназійним класам, а четвертий був організований для тих людей, які б хотіли обмежитися меншою, ніж гімназійна, але закінченою освітою.

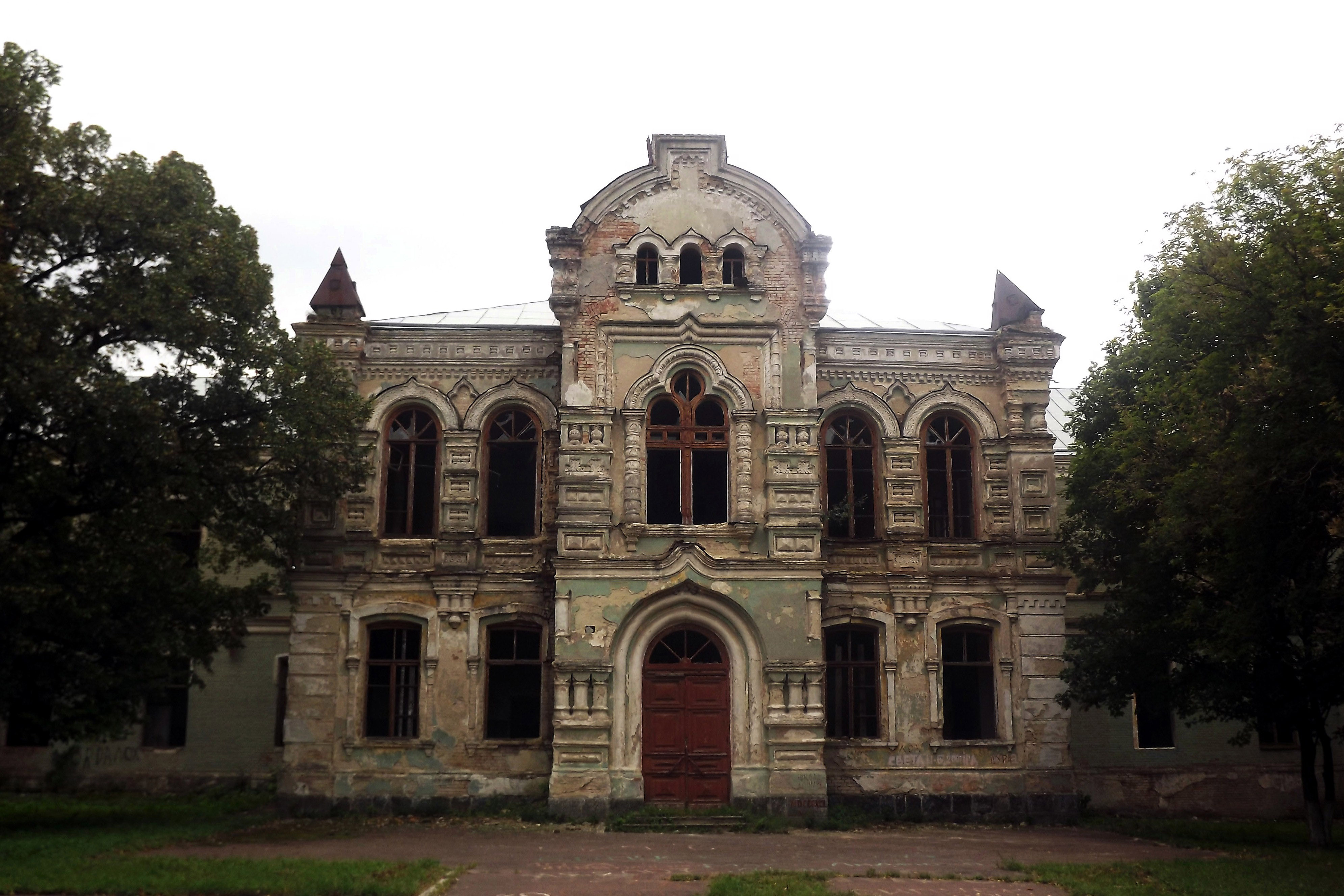
Вигляд гімназії з північного боку

У жовтні 1863 року надійшов дозвіл Міністерства народної освіти перетворити четвертий клас училища в гімназичний клас з правом вступу до п'ятого класу гімназії без іспитів. Таким чином, за рівнем організації навчального процесу Златопільське дворянське училище отримує статус прогімназії.
1885 року Златопільська прогімназія перетворена в класичну чоловічу гімназію. У зв'язку з цим на засіданні господарського комітету гімназії розглядається питання про можливість будівництва нового приміщення.
Будівництво нового корпусу гімназії велося з 1885 по 1891 рік на земельній ділянці, переданій у пожертву Лопухіними — власниками Златопільської садиби, на кошти почесного попечителя в 1864–1886 навчальних роках підпоручика у відставці Миколи Цвіткова (надав 30000 рублів, за що був нагороджений Орденом Святого Володимира 4 ступеня 1 січня 1886 року) та Лазаря Бродського (надав 10000  облігаціями східної позички). Автором проекту вважається архітектор Чекмарьов (за іншими даними, Архипов). Відкриття будівлі відбулось 12 травня 1891 року.
У жовтні 1920 року Златопільська гімназія припинила своє існування. В 1924 році в її приміщенні почав діяти лікнеп, а ще через рік — школа № 1 імені Івана Франка.
Під час німецької окупації в роки Другої Світової війни в приміщенні було створено збірний табір молоді перед насильницьким вивезенням на працю в Німеччину.
У 1992 році Новомиргородська СШ № 1 перейшла в новозбудоване приміщення, а приміщення колишньої історичної Златопільської гімназії були передані під філіал кібернетико-технічного коледжу Кіровоградського інституту сільськогосподарського машинобудування, який проіснував лише один навчальний рік.
У 1993–1994 навчальному році коледж було реформовано в ліцей. За чотири роки з його стін було випущено 180 учнів, 163 з них стали студентами.

## Архітектурна цінність
Будівля гімназії виконана у стилі еклектики з впливом ренесансної архітектури і являє собою архітектурну цінність як один із прикладів естетичного вирішення споруд навчальних закладів кінця XIX століття. В 1997 році вона була визнана пам'яткою архітектури та містобудування під реєстраційним № 213.
Починаючи з 1993 року Новомиргородською районною радою та райдержадміністрацією вживалися заходи для збереження приміщення Златопільської гімназії. З метою привернення уваги широкої громадськості і державних органів до справи врятування історичної пам'ятки, в 1996 році було проведено Всеукраїнську науково-практичну конференцію «Златопільська гімназія — минуле, сучасне, майбутнє». Щорічно перед державними органами піднімались питання про виділення цільових коштів на реєстрацію вказаного приміщення, однак державної допомоги досі так і не було надано.
Під час поїздки Президента України до Кіровоградської області 1998 року, на нараді з керівниками підприємств було поставлено питання про реставрацію Златопільської гімназії.
Наразі приміщення перебуває в аварійному стані і з кожним роком все більше продовжує руйнуватись. Громадська організація «Відродження» проводить збір коштів на відбудову історичного приміщення.
1 лютого 2013 року на 18-ій сесії Новомиргородської районної ради було прийнято рішення про виділення 200 тис. гривень на виготовлення проектно-кошторисної документації для реставрації гімназії. Ведеться мова про надання будівлі статусу пам'ятки архітектури національного значення.